# 静乐公主 (明神宗)
静乐公主（1584年7月8日—1585年11月12日），名朱轩妫，明朝公主，明神宗第三女，母亲是王荣妃。
朱軒媯生于万历十二年六月一日，万历十三年闰九月戊午公主即不幸夭折，年一周岁余，追封靜樂公主，喪禮採成年人禮制。她和仙居公主、云梦公主、灵丘公主、云和公主四个异母姐妹一起葬在金山。公主生母王荣妃泥金写《金刚般若波罗蜜经》，为她祈祷冥福。